# Loizos Loizou
Loizos Loizou (en griego: Λοΐζος Λοΐζου; Nicosia, 18 de julio de 2003) es un futbolista chipriota que juega en la demarcación de extremo para el A. C. Omonia de la Primera División de Chipre.

## Selección nacional
Tras jugar con la selección de fútbol sub-17 de Chipre, finalmente debutó con la selección absoluta el 5 de septiembre de 2020. Lo hizo en un partido de la Liga de Naciones de la UEFA contra Montenegro que finalizó con un resultado de 0-2 a favor del combinado montenegrino tras un doblete de Stevan Jovetić.

## Clubes
| Club                      | País         | Año       | Partidos | Goles |
| ------------------------- | ------------ | --------- | -------- | ----- |
| A. C. Omonia              | Chipre       | 2018-2024 | 153      | 21    |
| S. C. Heerenveen (cedido) | Países Bajos | 2024      | 5        | 0     |
| A. C. Omonia              | Chipre       | 2024-     | 39       | 8     |

## Palmarés

### Títulos nacionales
| Título                     | Club         | País   | Año  |
| -------------------------- | ------------ | ------ | ---- |
| Primera División de Chipre | A. C. Omonia | Chipre | 2021 |
| Supercopa de Chipre        | A. C. Omonia | Chipre | 2021 |
| Copa de Chipre             | A. C. Omonia | Chipre | 2022 |
| Copa de Chipre             | A. C. Omonia | Chipre | 2023 |